# 20853 Юньсянчу
20853 Юньсянчу (20853 Yunxiangchu) — астероїд головного поясу, відкритий 1 листопада 2000 року.
Тіссеранів параметр щодо Юпітера — 3,445.